# Rudrama Dēvi
Rudrama Dēvi, anche nota come Maharani o Rani Rudramadēvi (in telugu: రుద్రమ దేవి o రుద్రమదేవి; fl. XIII secolo), è stata una regina indiana della dinastia di Kākātiya che governò un regno nell'altopiano del Deccan dal 1263 al 1289/1295, fino alla sua morte.
Fu tra le donne che governarono dei regni dell'India come sovrane (non come consorti o reggenti) e promosse un'immagine maschile di sé affinché questo cambiamento venisse accettato in quella che era ancora una società patrilinea e che escludeva le donne dal potere. Questo fu un grande cambiamento e fu seguito dal suo successore e dal successivo impero di Vijayanagara.

## Biografia

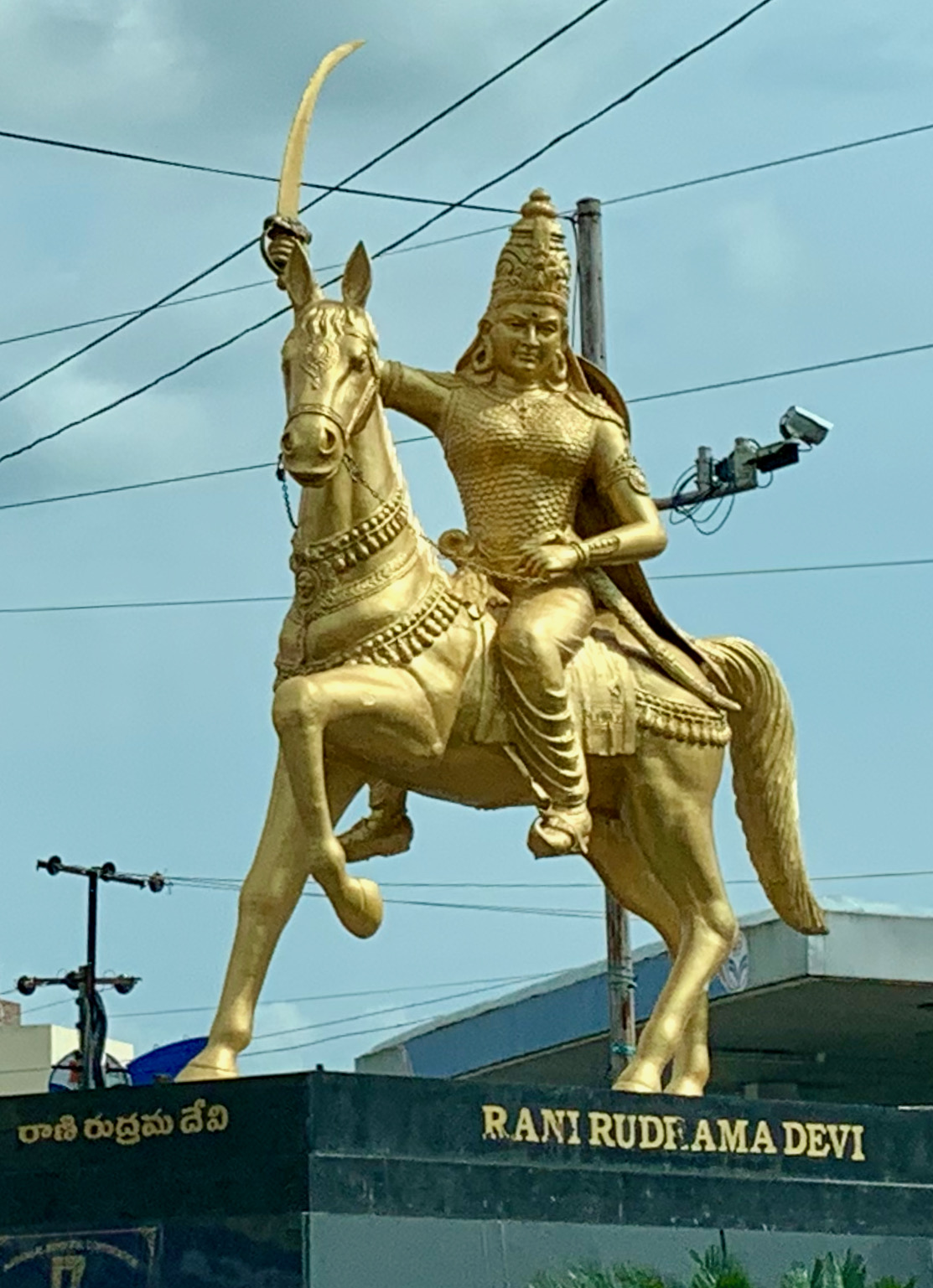
Una statua equestre della sovrana situata a Warangal.

Rudrama Dēvi sposò il principe Virabhadra di Vengi Chalukya intorno al 1240. Questo era quasi certamente un matrimonio politico progettato da suo padre per creare delle alleanze. Praticamente Virabhadra non è documentato e non ebbe un ruolo nella sua amministrazione. La coppia ebbe due figlie (entrambe furono adottate). Probabilmente Rudrama Dēvi iniziò il suo governo del regno di Kākātiya assieme a suo padre, Gaṇapati Deva, come coreggente, dal 1261 al 1262. Ella assunse la piena sovranità nel 1263, dato che alla morte del padre non c'erano altri eredi. Diversamente dai suoi predecessori di Kākātiya, ella scelse di reclutare come guerrieri molta gente che non proveniva dal ceto aristocratico, dando loro dei diritti sulle entrate fiscali fondiarie in cambio del loro sostegno.
Marco Polo, che visitò l'India probabilmente tra il 1289 e il 1293, annotò con parole adulatorie il governo e la natura di Rudrama Dēvi. Marco Polo si riferiva al regno come Mutfili, che era il nome dell'area intorno a un grande porto nei territori della dinastia, oggi noto come Machilipatnam. Ella continuò la fortificazione pianificata della capitale, alzando in altezza le mura di Gaṇapati e aggiungendo un secondo muro di cortina di terra di 2,4 chilometri di diametro con un fossato largo 46 metri.
Subito dopo l'inizio del suo regno, Rudrama Dēvi affrontò le sfide provenienti dalla dinastia Ganga orientale. Fu in grado di respingere le truppe di quest'ultima, che si ritirarono al di là del fiume Godavari alla fine degli anni 1270, e sconfisse anche i Seuṇa, che furono costretti a cederle dei territori nell'Andhra occidentale. Tuttavia, non riuscì ad affrontare il dissenso interno dovuto al capo dei Kāyastha, Aṁbādēva, dopo che divenne la guida del suo gruppo nel 1273. Aṁbādēva era contrario all'idea di essere assoggettato ai Kākātiya e ottenne il controllo di gran parte dell'Andhra nord-orientale e di quello che oggi è il distretto di Guntur.
Rudrama Dēvi potrebbe essere morta nel 1289 mentre combatteva contro Aṁbādēva, anche se alcune fonti affermano che non morì prima del 1295. Un'iscrizione antica scoperta nel 1994 suggerisce che Rudrama Dēvi sia morta in battaglia al villaggio di Chandupatla il 27 novembre 1289, ma delle fonti affidabili più recenti non menzionano questi fatti e altre fonti affermano che morì nel 1295. Due sculture scoperte nel 2017 potrebbero forse confermare il luogo e la data del 1289.
Le successe Pratāparudra, il figlio della figlia maggiore Mummadamma, che aveva ereditato un regno che era più piccolo di quello che era quando Rudrama Dēvi era salita sul trono.

## Nella cultura di massa
- Nel 2015, il regista Gunasekar realizzò un film telugu sulla vita della condottiera, Rudhramadevi, con Anushka Shetty nel ruolo della protagonista.[13]
- La Peninsula Pictures produsse una serie per il canale Star Maa intitolata Rudramadevi e che si concentrava sull'infanzia di Rudrama Dēvi.[14]